# Bob Kasten
Bob Kasten, właśc. Robert Walter „Bob” Kasten, Jr. (ur. 19 czerwca 1942 w Milwaukee) – amerykański polityk, w latach 1981–1993 senator ze stanu Wisconsin, członek Partii Republikańskiej.